# Йохем Доббер
Йохем Доббер (8 липня 1997 , Сантпорт-Зейд, Північна Голландія ) — нідерландський легкоатлет, що спеціалізується на спринті, срібний призер Олімпійських ігор 2020 року.

## Кар'єра
| Рік                    | Змагання                        | Місце проведення       | Місце                  | Дисципліна                   | Результат              | Примітки               |
| Представник Нідерланди | Представник Нідерланди          | Представник Нідерланди | Представник Нідерланди | Представник Нідерланди       | Представник Нідерланди | Представник Нідерланди |
| ---------------------- | ------------------------------- | ---------------------- | ---------------------- | ---------------------------- | ---------------------- | ---------------------- |
| 2019                   | Світові легкоатлетичні естафети | Йокогама, Японія       | 5                      | естафета 4×400 метрів        | 3:05.1                 |                        |
| 2021                   | Чемпіонат Європи в приміщенні   | Торунь, Польща         | 5                      | біг на 400 метрів            | 46.82                  |                        |
| 2021                   | Чемпіонат Європи в приміщенні   | Торунь, Польща         | 1                      | естафета 4×400 метрів        | 3:06.06                |                        |
| 2021                   | Світові легкоатлетичні естафети | Хожув, Польща          | 1                      | естафета 4×400 метрів        | 3:03.45                |                        |
| 2021                   | Олімпійські ігри                | Токіо, Японія          | 17 (пф.)               | біг на 400 метрів            | 45.48                  |                        |
| 2021                   | Олімпійські ігри                | Токіо, Японія          | 6 (з.)                 | естафета 4×400 метрів        | 2:59.06                | [ 3 ]                  |
| 2021                   | Олімпійські ігри                | Токіо, Японія          | 2 (з.)                 | естафета 4×400 метрів, мікст | 3:10.69                | [ 3 ]                  |
| 2022                   | Чемпіонат світу в приміщенні    | Белград, Сербія        | 4 (з.)                 | естафета 4×400 метрів        | 3:07.64                | [ 3 ]                  |